# Szkoła sztuki cyrkowej
Szkoła sztuki cyrkowej – szkoła artystyczna, która daje wykształcenie w zawodzie aktora cyrkowego. Od roku szkolnego 2014/2015 realizuje kształcenie w cyklu trzyletnim.
Jedyną w Polsce szkołą sztuki cyrkowej jest Państwowa Szkoła Sztuki Cyrkowej w Julinku.